# Dmytro Dem"janjuk
Dmytro Oleksijovyč Dem"janjuk (in ucraino Дмитро Олексійович Дем'янюк?; Leopoli, 30 giugno 1983) è un altista ucraino.

## Biografia
È figlio dell'altista sovietico Oleksij Dem"janjuk (1958-1999), che arrivò undicesimo nel salto in alto all'Olimpiade di Mosca 1980.
Ha rappresentato l'Ucraina ai Giochi olimpici di Pechino 2008 e Londra 2012.

## Palmarès
| Anno | Manifestazione  | Sede       | Evento        | Risultato | Prestazione | Note |
| ---- | --------------- | ---------- | ------------- | --------- | ----------- | ---- |
| 2007 | Mondiali        | Osaka      | Salto in alto | 25º (q)   | 2,23 m      |      |
| 2008 | Mondiali indoor | Valencia   | Salto in alto | 10º (q)   | 2,24 m      |      |
| 2008 | Giochi olimpici | Pechino    | Salto in alto | 21º (q)   | 2,20 m      |      |
| 2010 | Mondiali indoor | Doha       | Salto in alto | nm (q)    | nm (q)      |      |
| 2010 | Europei         | Barcellona | Salto in alto | 21º (q)   | 2,19 m      |      |
| 2011 | Europei indoor  | Parigi     | Salto in alto | 17º (q)   | 2,22 m      |      |
| 2011 | Mondiali        | Taegu      | Salto in alto | 12º       | 2,20 m      |      |
| 2012 | Europei         | Helsinki   | Salto in alto | 20º (q)   | 2,19 m      |      |
| 2012 | Giochi olimpici | Londra     | Salto in alto | 16º (q)   | 2,21 m      |      |
| 2013 | Europei indoor  | Göteborg   | Salto in alto | 8º        | 2,21 m      |      |
| 2018 | Europei         | Berlino    | Salto in alto | Finale    | nm          |      |
| 2019 | Europei indoor  | Glasgow    | Salto in alto | nm (q)    | nm (q)      |      |

## Altre competizioni internazionali
2011
- Oro agli Europei a squadre ( Stoccolma), salto in alto - 2,35 m